# Картини на Блеки
Картини на Блеки (от на английски: Blacky pictures Blacky – негър, но реално в случая означава името и цвета на кучето, тоест най-точно Картини на Черньо) са серия от карти използвани от психоаналитиците в Америка в средата на 20 век, за да проверят обхвата, до който детските личности са оформени от фройдистката теория за психосексуално развитие. Рисунката изобразява семейство от кучета в ситуация, свързана с психоаналитичната етория. Главния характер Блеки (Черньо) е придружаван от Типи – братче и майка си и баща си. Полът на Блеки се решава от експериментатора, в зависимост от субекта, който прави теста.
Смята се, че реакцията на децата към рисунката е индикатор за обхвата на фройдистките личностни черти като анална личност, кастрационен комплекс или завист за пениса.
Стойността на картинките на Блеки като източник на експериментални данни е поставен под въпрос от психолозите като Ханс Айзенк и те го свалят от употреба.